# Fum, Fum, Fum
Fum, Fum, Fum es un villancico navideño de origen catalán y uno de los más populares en toda España. El significado de la palabra "fum" en catalán es "humo" en español.

## Origen
Joan Amades cree que tiene sus orígenes en los siglos XVI o XVII en Cataluña. La versión más antigua la encontró en 1904 Joaquim Pecanins, maestro de música, anotada en la Matinés de Navidad de Prats de Llusanés.

## Letra
| Fragmento de la versión recogida por Joan Amades Autorː Joan Amades A vint-i-cinc de desembre fum, fum, fum (bis) Ha nascut un minyonet ros i blanquet, ros i blanquet; Fill de la Verge Maria, n'és nat en una establia. Fum, fum, fum. Allí dalt de la muntanya fum, fum, fum (bis) Si n'hi ha dos pastorets abrigadets, abrigadets; amb la pell i la samarra, menjant ous i botifarra. Fum, fum, fum. Qui dirà més gran mentida? Fum, fum, fum (bis) Ja en respon el majoral el gran tabal, el gran tabal; jo en faré deu mil camades amb un salt totes plegades. Fum, fum, fum. A vint-i-cinc de desembre fum, fum, fum (bis) n'és el dia de Nadal, molt principal, molt principal, quan n'eixirem de matines, farem bones escudines. Fum, fum, fum. Déu vos do unes santes festes fum, fum, fum (bis) amb temps de fred i calor, i molt millor, i molt millor fent-ne de Jesús memòria perquè ens vulgui dalt la glòria. Fum, fum, fum. | Versión popular de Cataluña Autorː Popular El vint-i-cinc de desembre fum, fum, fum (bis) Ha nascut un minyonet ros i blanquet, ros i blanquet; Fill de la Verge Maria, és nat en una establia. Fum, fum, fum. Allà dalt de la muntanya fum, fum, fum (bis) Si n'hi ha dos pastorets abrigadets, abrigadets; amb la pell i la samarra, mengen ous i botifarra. Fum, fum, fum. Qui dirà més gran mentida? Fum, fum, fum (bis) Ja respon el majoral amb gran cabal, amb gran cabal; jo en faré deu mil camades d'un sol bot totes plegades. Fum, fum, fum. El vint-i-cinc de desembre fum, fum, fum (bis) és el dia de Nadal, molt principal, molt principal, en sortir de ses matines, menjarem coquetes fines. Fum, fum, fum. Déu vos do unes santes festes fum, fum, fum (bis) faci fred, faci calor, serà el millor, serà el millor de Jesús farem memòria perquè ens vulgui dalt la glòria. Fum, fum, fum. | Versión popular en castellano Autorː Popular Veinticinco de diciembre Fum, fum, fum. (bis) Un niñito muy bonito Ha nacido en un portal Con su carita de rosa parece una flor hermosa Fum, fum, fum... (bis) ¡Vamos! ¡Vamos pastorcillos! Fum, fum, fum... (bis) Vamos con la pandereta y castañuelas al portal, A adorar al Rey del Cielo Que ha aparecido en el suelo Fum, fum, fum... (bis) Desde el cielo, está mirando fum,fum,fum. (bis) A la Tierra rutilante que relumbra con su luz y al amor del firmamento celebrando el nacimiento, fum, fum, fum... (bis) | Versión traducida al inglés Autorː Alice Parker y Robert Shaw On December five and twenty fum, fum, fum. (Bis) Oh, a child was born this night So rosy white, so rosy white Son of Mary, virgin holy In a stable, mean and lowly, fum, fum, fum. On December five and twenty fum, fum, fum. (Bis) Comes a most important day Let us be gay, let us be gay. We go first to church and then we Have the sweetest buns and candy, fum, fum, fum, fum, fum. God will send us days of feasting fum, fum, fum. (Bis) Both in hot months and in cold for young and old, for young and old. We will tell the holy story Ever singing of his glory, fum, fum, fum. |